# Tisbe bulbisetosa
Tisbe bulbisetosa är en kräftdjursart som beskrevs av Volkmann-Rocco 1972. Tisbe bulbisetosa ingår i släktet Tisbe och familjen Tisbidae. Inga underarter finns listade i Catalogue of Life.